# Jair Céspedes
Jair Edson Céspedes (ur. 22 maja 1984) – peruwiański piłkarz występujący na pozycji pomocnika. Zawodnik klubu León de Huánuco.

## Kariera klubowa
Céspedes zawodową karierę rozpoczynał w 2003 roku w zespole Alianza Lima. W tym samym roku zdobył z nim mistrzostwo Peru. Z Alianzy był wypożyczany do Deportivo Municipal oraz Deportivo Aviación. W 2006 roku podpisał kontrakt ze Sport Boys. Spędził tam 2 sezony, a potem odszedł do Universidad San Martín, gdzie grał przez pół sezonu.
W połowie 2008 roku Céspedes przeszedł do izraelskiego Hapoelu Petach Tikwa. Przez pół roku rozegrał tam 13 spotkań. Na początku 2009 roku odszedł do Hapoelu Ironi Kirjat Szemona. Również tam występował przez pół roku. W sezonie 2009/2010 grał w Maccabi Ahi oraz Bene Sachnin. W 2010 roku wrócił do Peru, gdzie został graczem klubu Universidad César Vallejo. Spędził tam sezon 2010.
W 2011 roku Céspedes przeszedł do zespołu León de Huánuco. Zadebiutował tam 12 lutego 2011 roku w przegranym 0:1 pojedynku rozgrywek Primera División Peruana z Inti Gas Deportes.

## Kariera reprezentacyjna
W reprezentacji Peru Céspedes zadebiutował 24 marca 2007 roku w przegranym 0:2 towarzyskim meczu z Japonią. W tym samym roku został powołany do kadry na Copa América. Na tamtym turnieju, zakończonym przez Peru na ćwierćfinale, nie zagrał jednak ani razu.